# Madrid Open 2010
Il Madrid Open 2010, ufficialmente Mutua Madrileña Madrid Open 2010 per motivi di sponsorizzazione, è stato un torneo di tennis che si è giocato sulla terra rossa. È stata la nona edizione ATP e la seconda WTA del Madrid Open. Faceva parte dell'ATP World Tour Masters 1000 nell'ambito dell'ATP World Tour 2010. Entrambe le competizioni, sia maschili che femminili, si sono giocate nell'impianto di Park Manzanares a Madrid, Spagna dal 7 al 16 maggio 2010.

## Partecipanti ATP

### Teste di serie
| Giocatore          | Nazionalità | Ranking* | Testa di serie |
| ------------------ | ----------- | -------- | -------------- |
| Roger Federer      | Svizzera    | 1        | 1              |
| Rafael Nadal       | Spagna      | 3        | 2              |
| Andy Murray        | Regno Unito | 4        | 3              |
| Robin Söderling    | Svezia      | 7        | 4              |
| Andy Roddick       | Stati Uniti | 8        | 5              |
| Fernando Verdasco  | Spagna      | 9        | 6              |
| Jo-Wilfried Tsonga | Francia     | 10       | 7              |
| Marin Čilić        | Croazia     | 11       | 8              |
| David Ferrer       | Spagna      | 12       | 9              |
| Michail Južnyj     | Russia      | 15       | 10             |
| Tomáš Berdych      | Rep. Ceca   | 16       | 11             |
| Gaël Monfils       | Francia     | 18       | 12             |
| John Isner         | Stati Uniti | 21       | 13             |
| Sam Querrey        | Stati Uniti | 22       | 14             |
| Stan Wawrinka      | Svizzera    | 23       | 15             |
| Thomaz Bellucci    | Brasile     | 26       | 16             |

* Il ranking è aggiornato al 3 maggio 2010.

### Altri partecipanti
I seguenti giocatori hanno ricevuto una wild card per il tabellone principale:
- Marcel Granollers
- Carlos Moyá
- David Nalbandian
- Pere Riba

I seguenti giocatori sono passati dalle qualificazioni:

- Kevin Anderson
- Juan Ignacio Chela
- Oleksandr Dolhopolov Jr.
- Daniel Gimeno Traver
- Santiago Giraldo
- Daniel Muñoz de la Nava
- Christophe Rochus

### Assenze
I seguenti giocatori non parteciperanno al torneo per infortunio:
- Novak Đoković (allergia)
- Juan Martín del Potro (polso destro)
- Nikolaj Davydenko (polso rotto)
- Fernando González (ginocchio)
- Ivan Ljubičić (fianco sinistro)
- Juan Carlos Ferrero (ginocchio)
- Tommy Haas (operazione al fianco)
- Tommy Robredo
- Gilles Simon (ginocchio destro)
- Radek Štěpánek (stanchezza)

## Partecipanti WTA

### Teste di serie
| Giocatrice          | Nazionalità | Ranking* | Testa di serie |
| ------------------- | ----------- | -------- | -------------- |
| Serena Williams     | Stati Uniti | 1        | 1              |
| Caroline Wozniacki  | Danimarca   | 2        | 2              |
| Dinara Safina       | Russia      | 3        | 3              |
| Venus Williams      | Stati Uniti | 4        | 4              |
| Svetlana Kuznecova  | Russia      | 5        | 5              |
| Elena Dement'eva    | Russia      | 6        | 6              |
| Jelena Janković     | Serbia      | 7        | 7              |
| Samantha Stosur     | Australia   | 8        | 8              |
| Agnieszka Radwańska | Polonia     | 9        | 9              |
| Viktoryja Azaranka  | Bielorussia | 10       | 10             |
| Marija Šarapova     | Russia      | 13       | 11             |
| Marion Bartoli      | Francia     | 14       | 12             |
| Li Na               | Cina        | 15       | 13             |
| Flavia Pennetta     | Italia      | 16       | 14             |
| Francesca Schiavone | Italia      | 17       | 15             |
| Nadia Petrova       | Russia      | 18       | 16             |

* Il ranking è aggiornato al 3 maggio 2010.

### Altre partecipanti
Le seguenti giocatrici hanno ricevuto una wild card per il tabellone principale:
- Ana Ivanović
- Arantxa Parra Santonja
- Virginia Ruano Pascual
- Sybille Bammer
- Peng Shuai

Le seguenti giocatrici sono passate dalle qualificazioni:

- Akgul Amanmuradova
- Iveta Benešová
- Alizé Cornet
- Kirsten Flipkens
- Tathiana Garbin (Lucky Loser)
- Beatriz García Vidagany
- Petra Kvitová
- Stefanie Vögele
- Klára Zakopalová

### Assenze
Le seguenti giocatrici non parteciperanno al torneo per infortunio:
- Kim Clijsters (piede sinistro)
- Yanina Wickmayer (infortunio al gomito)
- Kateryna Bondarenko (ginocchio sinistro)

## Campioni

### Singolare maschile
Rafael Nadal ha battuto in finale  Roger Federer con il punteggio di 6–4, 7–6(5)
Nadal ha vinto il 3º titolo dell'anno, il 39° della sua carriera. È stato il 18° Master conquistato, stabilendo il record assoluto.

### Singolare femminile
Aravane Rezaï ha battuto in finale  Venus Williams con il punteggio di 6–2, 7–5
Aravane Rezaï ha conquistato il 1º titolo dell'anno, il 3º titolo della sua carriera.

### Doppio maschile
Bob Bryan  /  Mike Bryan hanno battuto in finale  Daniel Nestor /  Nenad Zimonjić con il punteggio di 6–3, 6–4

### Doppio femminile
Serena Williams /  Venus Williams hanno battuto in finale  Gisela Dulko /  Flavia Pennetta con il punteggio di 6–2, 7–5